# Republic F-105 Thunderchief
El Republic F-105 Thunderchief, usualmente conocido como «Thud» por los pilotos, fue un cazabombardero estadounidense desarrollado por la compañía Republic Aviation Company. El F-105 tenía la capacidad de alcanzar Mach 2, y realizó la mayoría de las misiones de bombardeo durante los primeros años de la guerra de Vietnam; fue el único avión estadounidense que se retiró del combate debido a las altas tasas de pérdidas. Originalmente diseñado como un avión de ataque nuclear de un solo asiento, una versión de Wild Weasel de dos asientos se desarrolló más tarde para la función especializada de Supresión de las Defensas Aéreas Enemigas (SEAD) contra los emplazamientos de misiles tierra-aire.
Como continuación del North American F-100 Super Sabre con capacidad Mach 1, el F-105 también estaba armado con misiles y un cañón rotatorio; sin embargo, su diseño se adaptó a la penetración de alta velocidad a baja altitud, en la que llevaba internamente una única arma nuclear. Lanzado por primera vez en 1955, el Thunderchief entró en servicio en 1958. El F-105 de un solo motor podía ofrecer una mayor carga de bombas que algunos bombarderos pesados estadounidenses de la Segunda Guerra Mundial, como el Boeing B-17 Flying Fortress y Consolidated B-24 Liberator. El F-105 fue uno de los principales aviones de ataque de la guerra de Vietnam; se volaron más de 20 000 salidas de Thunderchief, con 382 aviones perdidos, incluyendo 62 pérdidas operacionales (no de combate), de los 833 producidos. Aunque menos ágil que los cazas MiG más pequeños, los F-105 de la USAF fueron acreditados con 27,5 derribos.
Durante la guerra, el F-105D monoplaza fue el principal avión que lanzó pesadas cargas de bombas contra los diversos objetivos militares. Mientras tanto, las variantes F-105F y F-105G Wild Weasel biplaza se convirtieron en las primeras plataformas dedicadas de SEAD, luchando contra los misiles superficie-aire S-75 Dvina (Designación OTAN: SA-2 Guideline) construidos por los soviéticos. Dos pilotos de Wild Weasel recibieron la Medalla de Honor por atacar emplazamientos de misiles tierra-aire en Vietnam del Norte, y uno de ellos derribó dos MiG-17 el mismo día. Las misiones peligrosas a menudo requerían que fueran el "primero en entrar, el último en salir", suprimiendo las defensas aéreas enemigas mientras los aviones de ataque cumplían sus misiones y luego abandonaban el área.
Cuando el Thunderchief entró en servicio, era el mayor avión de combate monoplaza y monomotor de la historia, con un peso aproximado de 50 000 libras (23 000 kg). Podría exceder la velocidad del sonido al nivel del mar y alcanzar Mach 2 a gran altura. El F-105 podría transportar hasta 14 000 lb (6400 kg) de bombas y misiles. Más tarde, el Thunderchief fue reemplazado como un avión de ataque en Vietnam del Norte por el McDonnell Douglas F-4 Phantom II y el General Dynamics F-111 Aardvark de ala de geometría variable. Sin embargo, las variantes de "Wild Weasel" del F-105 permanecieron en servicio hasta 1984, después de ser reemplazadas por el especializado F-4G "Wild Weasel V".

## Desarrollo
Durante la Guerra Fría entre la Unión Soviética y Estados Unidos, se consideró la posibilidad de efectuar ataques nucleares con aviones supersónicos, desde bases aéreas de países aliados en Europa, Reino Unido y Turquía, con aviones de medio alcance que tuvieran una bodega interna de carga de armas, para lanzar una bomba atómica de caída libre sobre territorio enemigo y las tropas de invasión.
Este avión supersónico también serviría para realizar misiones de ataque táctico en años posteriores, lanzando bombas convencionales de caída libre sobre las tropas invasoras enemigas y misiles contra posiciones de radar, posiciones de defensa enemigas (SEAD), camiones lanzadores de misiles SAM y contra los camiones de lanzamiento de misiles ICBM enemigos que estuvieran ocultos dentro de territorio enemigo, con misiones de combate de penetración profunda a gran velocidad y a baja altitud, con vuelos rasantes sobre el mar y las montañas dentro de territorio enemigo y esquivando los ataques de sus posiciones defensivas.
Su función específica de combate para atacar posiciones enemigas a gran velocidad sería imitada años más tarde con otros modelos de aviones de combate, como el bombardero ligero de precisión SEPECAT Jaguar y el más pesado Panavia Tornado del Reino Unido, el General Dynamics F-111 Aardvark, el Lockheed Martin F-16 Fighting Falcon de Estados Unidos, utilizado ampliamente por los países de Europa miembros de la OTAN y ahora por el Lockheed Martin F-35 Lightning II, el único avión de ataque monomotor de alcance medio con bodegas internas de carga de armas, con capacidad para ataque de posiciones de defensa enemigas SEAD, considerado el sucesor de este tipo de aviones de combate, diseñado desde su inicio con una bodega interna de carga de armas, para realizar misiones de ataque profundo dentro de territorio enemigo.

## Diseño
El F-105 era un avión de ataque supersónico, armado con misiles y cañón, con una bodega interna de carga de armas bajo el fuselaje central para transportar una sola bomba atómica o algunas bombas de caída libre, un depósito de combustible y misiles. Después de algunos años, el diseño fue adaptado y recibió varias actualizaciones, para realizar misiones de ataque profundo con vuelos de penetración a baja altura y a gran velocidad sobre el territorio enemigo, cargando una bomba atómica en su bodega de carga interna o algunas bombas de caída libre y dos soportes de carga de armas bajo sus alas.
Su primer vuelo de pruebas fue en 1955 y entró en servicio en 1958. Es el caza más grande monomotor jamás empleado por la USAF, con grandes tomas de aire laterales en las raíces de las alas, conectadas a un conducto central para la tobera de admisión de aire a la turbina, detrás de la cabina de mando de diseño monoplaza, tren de aterrizaje alto y reforzado, con alas en flecha y un timón vertical de cola relativamente pequeño, comparado con el tamaño y peso de su fuselaje, para lograr menor resistencia al aire y poder alcanzar alta velocidad a baja altitud. Es un avión grande y pesado, de alcance intermedio, alta velocidad y gran potencia. El F-105 sería recordado como el mejor avión de ataque y bombardero sobre Vietnam del Norte en los primeros escenarios de la guerra de Vietnam.

## Historia operacional

### Introducción
El F-105B entró al servicio de la USAF con el 335.º Escuadrón de Combate Táctico del Mando Aéreo Táctico de la 4ª Ala de Combate Táctico en agosto de 1958, aunque el escuadrón no estuvo completamente operativo hasta 1959. El 11 de diciembre del mismo año, un F-105B pilotado por el General de Brigada Joseph Moore (comandante de la 4ª Ala de Combate Táctico), estableció un récord mundial de velocidad de 1216,48 mph (1958 km/h), en un circuito de 62 millas (100 km). Las dificultades con su aviónica y con el sistema de control de fuego MA-8 se experimentaron desde el principio; normalmente, el F-105 requería 150 horas de mantenimiento por cada hora de vuelo. La mayoría de estos problemas se abordaron en el Proyecto Optimizar. La falta de repuestos hizo que toda la flota de F-105B quedara brevemente inmovilizada en tierra en 1960. En 1964, F-105B modificados con lastre reemplazando el cañón, fuselaje y alas reforzados para realizar acrobacias aéreas y la adición de un generador de humo, volaron brevemente con el Equipo de demostración de la Fuerza Aérea de los Estados Unidos Thunderbirds. Después de solo seis exhibiciones, un accidente fatal debido a la sobrecarga del fuselaje condujo a la reintroducción del F-100 Super Sabre.
En 1964, el F-105B fue relegado a los escuadrones de la Guardia Aérea Nacional (ANG) de la USAF. Fue reemplazado en el servicio de primera línea por el definitivo F-105D, cuyo avanzado radar NASARR R-14A y el sistema de control de fuego AN/ASG-19 Thunderstick le brindaron capacidad todo tipo tiempo. El radar R-14A también agregó una capacidad de radar para evitar el terreno, mientras que se instaló un panel de instrumentos completamente nuevo, que reemplazó el instrumento de tipo dial con instrumentos de cinta vertical que eran más fáciles de leer en combate. Para acomodar el nuevo radar, con un disco de radar mucho más grande, el fuselaje delantero fue rediseñado, aumentando la longitud total en 16 pulgadas (41 cm).
El F-105D entró en servicio con el 335th TFS en septiembre de 1960, aunque no estuvo completamente operativo hasta principios de 1961. Las primeras unidades F-105 en el extranjero se formaron en Alemania Occidental en 1961, con la 36.ª Ala de Combate Táctico en la Base Aérea de Bitburg en mayo y la 49.ª Ala de Combate Táctico en la Base Aérea Spangdahlem en octubre. Ambas Alas tuvieron un papel de ataque nuclear táctico primario para la OTAN. El F-105D también se desplegó en el Pacífico, con la 18ª Ala de Combate Táctica en Kadena en Okinawa, convirtiéndose en 1962, y la 8ª Ala de Combate Táctica en conversión desde 1963.
Al igual que el F-105B, la carrera inicial del F-105D estuvo plagada de problemas de mantenimiento y fallos en vuelo. Los orígenes del apodo "Thud" eran oscuros; algunos afirman que representaba el sonido de un F-105 estrellándose contra el suelo. Toda la flota del F-105D se inmovilizó en tierra en diciembre de 1961, y luego nuevamente en junio de 1962. Muchos de los problemas se resolvieron durante el ciclo de producción y, en 1964, los primeros F-105D se actualizaron con estas correcciones en el proyecto Look Alike, aunque fallos en el motor y problemas del sistema de combustible persistieron hasta 1967.
Mientras tanto, la USAF fue cambiando gradualmente la anticipada misión del F-105 de interdicción nuclear a bombardeo convencional. Las mejoras de Look Alike aumentaron la capacidad de la aeronave de cuatro a 16 bombas convencionales de 750 lb (340 kg) en los puntos de apoyo de la línea central del fuselaje y el ala, y agregaron el equipo para lanzar los misiles aire-tierra AGM-12 Bullpup. En junio de 1961, un F-105D lanzó 15 430 lb (7000 kg) de bombas convencionales durante una prueba de la USAF, en ese momento un récord para un avión monomotor con una carga útil tres veces más pesada que los bombarderos pesados de cuatro motores estadounidenses de la Segunda Guerra Mundial, como el Boeing B-17 Flying Fortress y el Consolidated B-24 Liberator, aunque se necesitaría reabastecimiento de combustible aéreo para misiones largas. Uno de los F-105D fue bautizado Memphis Belle II en honor al famoso B-17 Flying Fortress de la Segunda Guerra Mundial.

### Guerra de Vietnam
A pesar de una inicial vida de servicio problemática, el F-105 se convirtió en el avión de ataque dominante al principio de la guerra de Vietnam. El F-105 podía llevar más del doble de la carga de bombas, más lejos y más rápido que el F-100, que se usaba principalmente en Vietnam del Sur. Como presagio de su papel de Wild Weasel, la primera misión de combate de la guerra del F-105D involucró un ataque el 14 de agosto de 1964 contra un emplazamiento de artillería antiaérea en Plaine des Jarres. Esta misión fue llevada a cabo por una aeronave del 36th TFS, 6441ª Ala de Caza Táctica desplegada desde la Base Aérea de Yokota, Japón, hasta la Base de la Real Fuerza Aérea de Tailandia en Korat, Tailandia. El primer Thunderchief perdido en la guerra también ocurrió durante esta misión, aunque el piloto logró devolver el avión a Korat. La primera misión de ataque tuvo lugar el 13 de enero de 1965 con la destrucción del puente Ben Ken en Laos. A principios de 1965, se desplegaron escuadrones de F-105 adicionales en las bases aéreas de Korat y Takhli en Tailandia. Al inicio de la Operación Rolling Thunder en marzo de 1965, se enviaron grandes cantidades de F-105D a estas bases para participar en misiones de bombardeo intenso.
El 3 de abril de 1965, un total de 79 aviones, incluyendo 45 F-105 Thunderchief, fueron enviados contra el Puente Thanh Hoa, apodado "Dragon's Jaw". Al día siguiente, se encontraron MiG enemigos durante un segundo ataque al puente; un total de ocho MiG-17F se enfrentaron a 46 F-105 escoltados por un vuelo MiGCAP de 21 F-100 Super Sabre. Los MiG-17 evadieron a las escoltas utilizando la altitud y la cubierta de nubes, en lugar de centrarse en los Thunderchief cargados de bombas. Dos Thunderchief se perdieron por los MiG-17; un tercero, que se pensó que se había perdido debido al fuego terrestre, fue declarado más tarde por el Norte como derribado por un MiG-17. Un F-100 reclamó la única victoria probable de MiG-17, aunque un piloto vietnamita creyó que tres de sus compañeros fueron derribados por los F-105. El jefe de Estado Mayor de la Fuerza Aérea de Estados Unidos, John P. McConnell, estaba "enojado" al escuchar que dos F-105 habían sido derribados por los MiG subsónicos de Vietnam de la era de la guerra de Corea. El puente Thanh Hoa demostró ser resistente a los bombardeos aéreos; se realizaron varias misiones para dañar el puente, tanto por aviones F-105, como por aviones de la Armada de los Estados Unidos.
El 24 de julio de 1965, cuatro McDonnell F-4C Phantom de la Fuerza Aérea de los Estados Unidos tomaron parte en un ataque aéreo contra el depósito de almacenamiento de municiones de Dien Ben Phu y la fábrica de municiones Lang Chi, al oeste de Hanói. Uno fue derribado y tres fueron dañados por misiles SA-2. Dos días después, el presidente Johnson dio la orden: atacar todas las posiciones SA-2 conocidas, que también se habían descubierto fuera de la zona de exclusión de 30 millas. En la mañana del 27 de julio, 48 F-105 debían participar en el ataque, en la Operación Spring High. Pero los vietnamitas sabían que los aviones de los Estados Unidos estaban llegando e instalaron muchos cañones antiaéreos de 23 y 37 mm en el lugar. Estas armas antiaéreas resultaron letales a corta distancia; los vietnamitas derribaron seis aviones y más de la mitad de los aviones estadounidenses restantes sufrieron daños a causa del fuego. Ambos emplazamientos SAM carecían de misiles y equipos, los vietnamitas habían sustituido los SA-2 por fardos de bambú pintados de blanco. La Operación Spring High había destruido dos objetivos sin valor con la pérdida de seis aviones y cinco pilotos.
En diciembre de 1966, los pilotos de MiG-21 de la Fuerza Aérea Popular de Vietnam (VPAF) del 921er Regimiento derribaron 14 F-105 sin ninguna pérdida.
En una misión de combate típica en Vietnam del Norte, el F-105D transportaba dos depósitos de combustible montados en el ala de 450 galones estadounidenses (1700 l), un depósito de combustible de 390 galones estadounidenses (1500 l) en la bodega de bombas y cinco bombas de 1000 lb (450 kg) o seis de 750 lb (340 kg), y requerían reabastecimiento en vuelo para llegar y hasta a veces para regresar de Hanói, a 700 millas (1100 km) de distancia. Los F-105 que volaban en las cercanías de Hanói, rutinariamente viajaban alrededor de un terreno montañoso apodado Thud Ridge para evadir las defensas aéreas que rodeaban la ciudad. El coronel Jack Broughton, un piloto del F-105 en Vietnam, notó que las demandas de volar cerca de Hanói "simplemente no permitían errores".
El 11 de agosto de 1967, los F-105D del 335.º Escuadrón de Caza Táctico, con el apoyo de F-105 Wild Weasel del 338.º Escuadrón de Caza Táctico, realizaron el primero de muchos ataques exitosos en el puente Paul Doumer sobre el río Rojo. Las misiones de vuelo a baja altitud y la realización de bombardeos en picado forzaron a los F-105 a entrar en el radio de acción de los cañones antiaéreos de Vietnam del Norte, llegando a realizarlos bajo fuego intenso.
Los F-105 de la USAF iban escoltados por los F-4 para protegerlos contra los cazas enemigos. Sin embargo, al Thunderchief se le acreditaron 27,5 victorias aire-aire contra aviones de la VPAF, a costa de 17 aviones perdidos por cazas enemigos (pilotos norvietnamitas afirmaron haber derribado otros 23 F-105, pero ninguno ha sido confirmado por la USAF). Todas las victorias fueron contra MiG-17. De estos, 24,5 fueron derribados con cañones (una victoria fue compartida con un F-4) y tres con misiles AIM-9 Sidewinder. Un F-105F está acreditado no oficialmente de derribar tres MiG, uno con un misil aire-aire, el segundo por fuego de cañón y el tercero por tirar el soporte de la línea central lleno de bombas directamente en el camino de un sorprendido MiG.
El 31 de mayo de 1968, se celebró una ceremonia de dedicación en la Academia de la Fuerza Aérea de los Estados Unidos para honrar a los graduados que habían servido en Vietnam. Un F-105, que se había ensamblado con piezas de diez F-105 diferentes que habían entrado en combate en Vietnam, se colocó en exhibición estática permanente. La ceremonia incluyó todo el Ala de Cadetes, el superintendente y el comandante de cadetes de la USAFA, un representante de Republic Aircraft, y miembros de la prensa, entre otros. Para concluir la ceremonia, un vuelo de cuatro F-105 de la McConnell AFB volaría en formación a 1000 pies sobre el suelo y luego volarían individualmente a 250 pies. La parte de la formación sucedió como estaba previsto. Pero el líder del vuelo, el teniente coronel James "Black Matt" Matthews, regresó para realizar una pasada individual y superó la velocidad del sonido a menos de 100 pies. El estampido sónico resultante rompió cientos de ventanas y quince personas sufrieron cortes.

### Pilotos condecorados

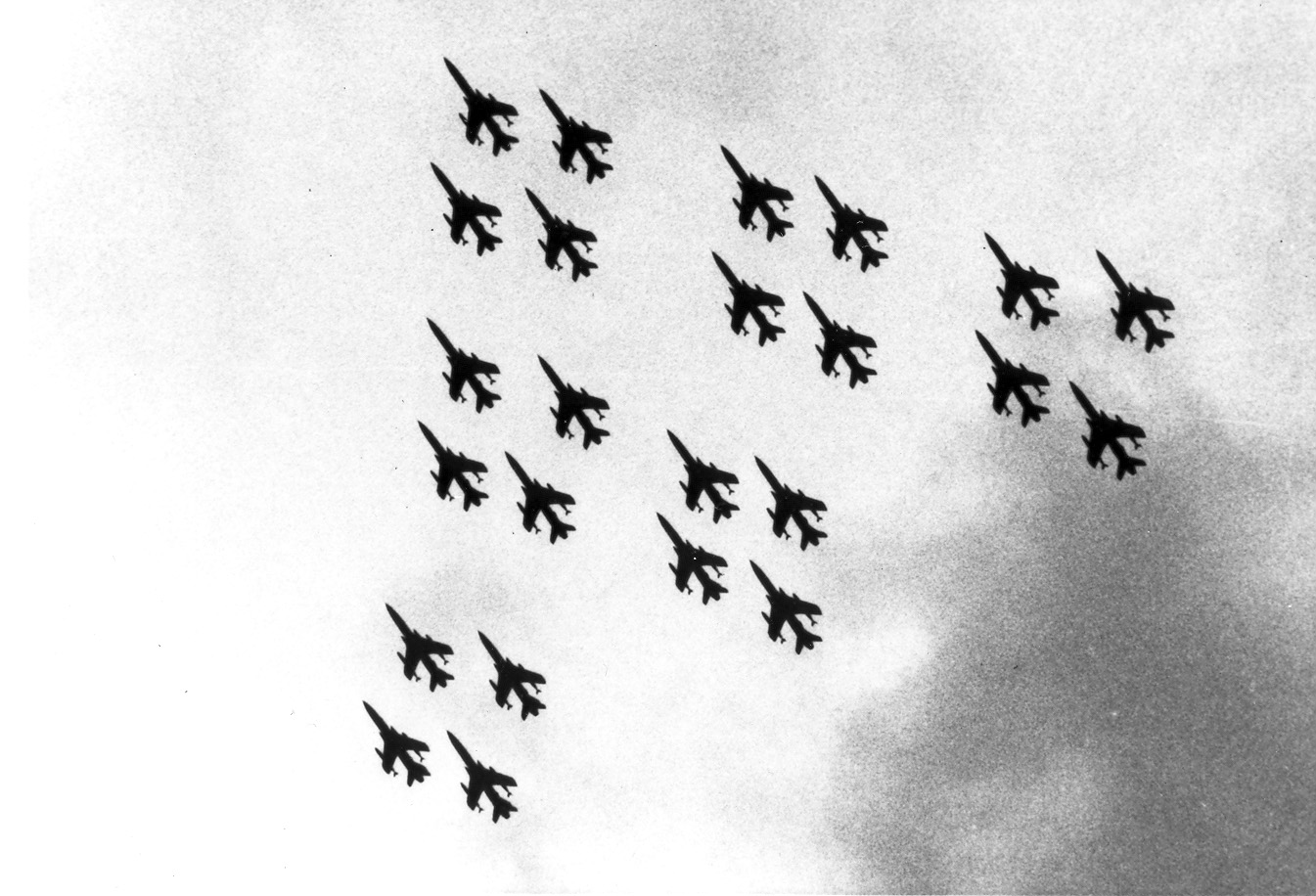
Formación de 24 aviones, Diamonds on Diamonds, usada para la retirada de los F-105 en la Base de la Fuerza Aérea Hill, Utah, el 4 de junio de 1983.

Dos pilotos de Wild Weasel recibieron la Medalla de Honor:
- El Capitán Merlyn H. Dethlefsen, de la Fuerza Aérea de los Estados Unidos, recibió la Medalla de Honor y el Capitán Kevin "Mike" Gilroy, la Cruz de la Fuerza Aérea, por una misión F-105F Wild Weasel del 10 de marzo de 1967, volando el F-105F número de serie 63-8352. Después de que su avión fue dañado por fuego terrestre, Dethlefsen y Gilroy eligieron permanecer en los cielos sobre las fábricas de acero en Thai Nguyen hasta que el emplazamiento SAM fuera encontrado y destruido.
- El capitán Leo K. Thorsness, de la USAF, recibió la Medalla de Honor y el capitán Harold Johnson, la Cruz de la Fuerza Aérea por una misión F-105F Wild Weasel del 19 de abril de 1967, volando el F-105F número de serie 63-8301. Thorsness y Johnson protegieron un intento de rescate de otro equipo Wild Weasel que había sido derribado, destruyendo en el proceso dos MiG-17. Después de quedarse sin municiones, Thorsness y Johnson continuaron actuando como señuelos para alejar a los MiG del avión de rescate.

### Retiro
Como la producción del F-105 había terminado, el modelo fue reemplazado en la guerra de Vietnam por otros aviones, principalmente el F-4 Phantom II. En octubre de 1970, la 355.ª Ala de Combate Táctico, que estaba basada en la Takhli RTAFB, Tailandia, y era la última unidad F-105D en el sudeste asiático, comenzó a regresar a los Estados Unidos. Las versiones de F-105G Wild Weasel continuaron a pesar de todo hasta el final de la guerra. Fueron reemplazados gradualmente por F-4G Wild Weasel IV.
El Thunderchief fue retirado rápidamente del servicio en la USAF después del final de la guerra de Vietnam. De los 833 F-105 construidos, se perdieron 395 (combinados) en el sudeste asiático, incluidos 334 (296 F-105D y 38 biplazas) perdidos por la acción del enemigo y 61 perdidos en accidentes operacionales. Después de la guerra, la USAF comenzó a transferir los aviones restantes a las unidades de Reserva de la Fuerza Aérea (AFRES) y Guardia Aérea Nacional (ANG). A finales de los años 70, estos envejecidos Thunderchief se estaban volviendo difíciles de mantener. Los últimos F-105G del 128.º Escuadrón de Combate Táctico de la Georgia ANG se retiraron el 25 de mayo de 1983. El último vuelo del F-105 Thunderchief fue realizado por el 466.º Escuadrón de Combate Táctico de la AFRES con F-105D el 25 de febrero de 1984.

## Variantes
YF-105A
Dos prototipos de preproducción con motor P&W J57.
YF-105B
Cuatro aviones de preproducción con motor P&W J75.
F-105B
Modelo de producción inicial, con radar de navegación AN/APN-105, 75 construidos.
JF-105B
Aviones de pruebas que volvieron a fabricarse a partir de los fuselajes de 3 RF-105B.
RF-105B
Versión de reconocimiento del F-105B, no construida. Se ordenaron tres, pero se completaron como JF-105B.
F-105C
Entrenador de doble mando propuesto, cancelado en 1957, ninguno construido.
F-105D
Versión definitiva de producción cuyo primer vuelo fue el 9 de junio de 1959, capacidad todotiempo gracias a una avanzada aviónica, incluyendo el radar de navegación AN/APN-131, 610 construidos.
RF-105D
Variante propuesta de reconocimiento del F-105D, no construida.
F-105E
Variante de entrenamiento propuesta del F-105D, cancelada en 1959, no completada.
F-105F
Versión biplaza de entrenamiento del F-105D con fuselaje delantero alargado. Tenía plena capacidad de combate y controles duales, empenaje más alto, y peso al despegue aumentado; voló por primera vez el 11 de junio de 1963. Se construyeron 143 unidades. Presentaba el radar de navegación AN/APN-148.
EF-105F
Designación inicial de la versión Wild Weasel/SEAD, 54 convertidos desde F-105F.
F-105G
Versión biplaza mejorada de la versión Wild Weasel/SEAD de EF-105F convertidos. Usaba el radar de navegación AN/APN-196.

## Operadores
Estados Unidos
- Fuerza Aérea de los Estados Unidos
  -  USAF Thunderbirds
  -  Mando de Reserva de la Fuerza Aérea
  -  Guardia Nacional Aérea

## Especificaciones (F-105D)
Referencia datos: (datos en inglés)</ref>  The Evolution of Modern Aircraft: NASA SP-468".] NASA. Retrieved: 22 April 2006.</ref>

### Características generales
- Tripulación: Uno (piloto)
- Longitud: 19,6 m (64,4 ft)
- Envergadura: 10,7 m (34,9 ft)
- Altura: 6 m (19,7 ft)
- Superficie alar: 35,8 m² (384,9 ft²)
- Perfil alar: NACA 65A005.5 en la raíz, NACA 65A003.7 en la punta
- Peso vacío: 12 470 kg (27 483,9 lb)
- Peso cargado: 16 165 kg (35 627,7 lb)
- Peso máximo al despegue: 23 840 kg (52 543,4 lb)
- Planta motriz: 1× Turbojet Pratt & Whitney J75-P-19-W.
  - Empuje normal: 63,7 kN (6500 kgf; 14 329 lbf) de empuje.
  - Empuje con postquemador: 109 kN (11 115 kgf; 24 504 lbf) de empuje.

### Rendimiento
- Velocidad máxima operativa (Vno): Mach 2,08
- Radio de acción: 1250 km
- Alcance en ferry: 3550 km
- Techo de vuelo: 14 800 m (48 556 ft)
- Régimen de ascenso: 195 m/s (38 385 ft/min)
- Carga alar: 452 kg/m² (92,6 lb/ft²)
- Empuje/peso: 0,74

### Armamento
- Cañones: 

  - 1x cañón rotativo de 6 tubos M61 Vulcan de 20 mm con 1028 disparos
- Puntos de anclaje: 5 (4 bajos las alas, 1 bajo el fuselaje) + 1 bodega interna con una capacidad de 6350 kg, para cargar una combinación de:  
  - Bombas: 

    - Mk 82
    - Mk 83
    - Mk 84

  - Cohetes: 

    - 4x LAU-3/A
    - 4x LAU-10A

  - Misiles: 

    - 2x AIM-9 Sidewinder (para autodefensa aire-aire)
    - 2x AGM-12 Bullpup (aire-tierra para ataques de precisión)
    - 2x AGM-45 Shrike (misil antirradiación)
    - 2x AGM-78 Standard ARM (versión experimental)

### Aviónica
- Radar NASARR R-14A
- Sistema de control de armas AN/ASG-19 Thunderstick

## Aeronaves relacionadas

### Desarrollos relacionados
- F-84F Thunderstreak

### Aeronaves similares
- Avro Canada CF-105 Arrow
- Nanchang Q-5
- Dassault-Breguet Super Étendard
- Blackburn Buccaneer
- Sukhoi Su-17
- Sukhoi Su-7

### Secuencias de designación
- Secuencia F-_ (Cazas (Fighter) del USAAC/USAAF/USAF, 1924-1962): ← F-102 – XF-103 – XF-104/F-104 – F-105 – XF-106 – F-106 – F-107 →